# Каллімакі Іоанн Теодор

Портрет Каллімакі Іоанна Теодора (з підписом)

Іоа́нн Теодо́р Калліма́кі (рум. Ioan Teodor Callimachi; нар.1690 — пом.1780, Константинополь) — дворянин зі шляхетного роду Каллімакі, господар Молдовського князівства (1758—1761). У 1761 році вирушив у Стамбул, де до самої смерті був особистим перекладачем султана Селіма III. Був поліглотом: досконало володів латиною, турецькою, італійською, грецькою і французькою мовами.